# Hyponectria cookeana
Hyponectria cookeana är en svampart som först beskrevs av Bernhard Auerswald, och fick sitt nu gällande namn av M.E. Barr 1976. Hyponectria cookeana ingår i släktet Hyponectria och familjen Hyponectriaceae.  Arten är reproducerande i Sverige. Inga underarter finns listade i Catalogue of Life.